# Roman Czauderna

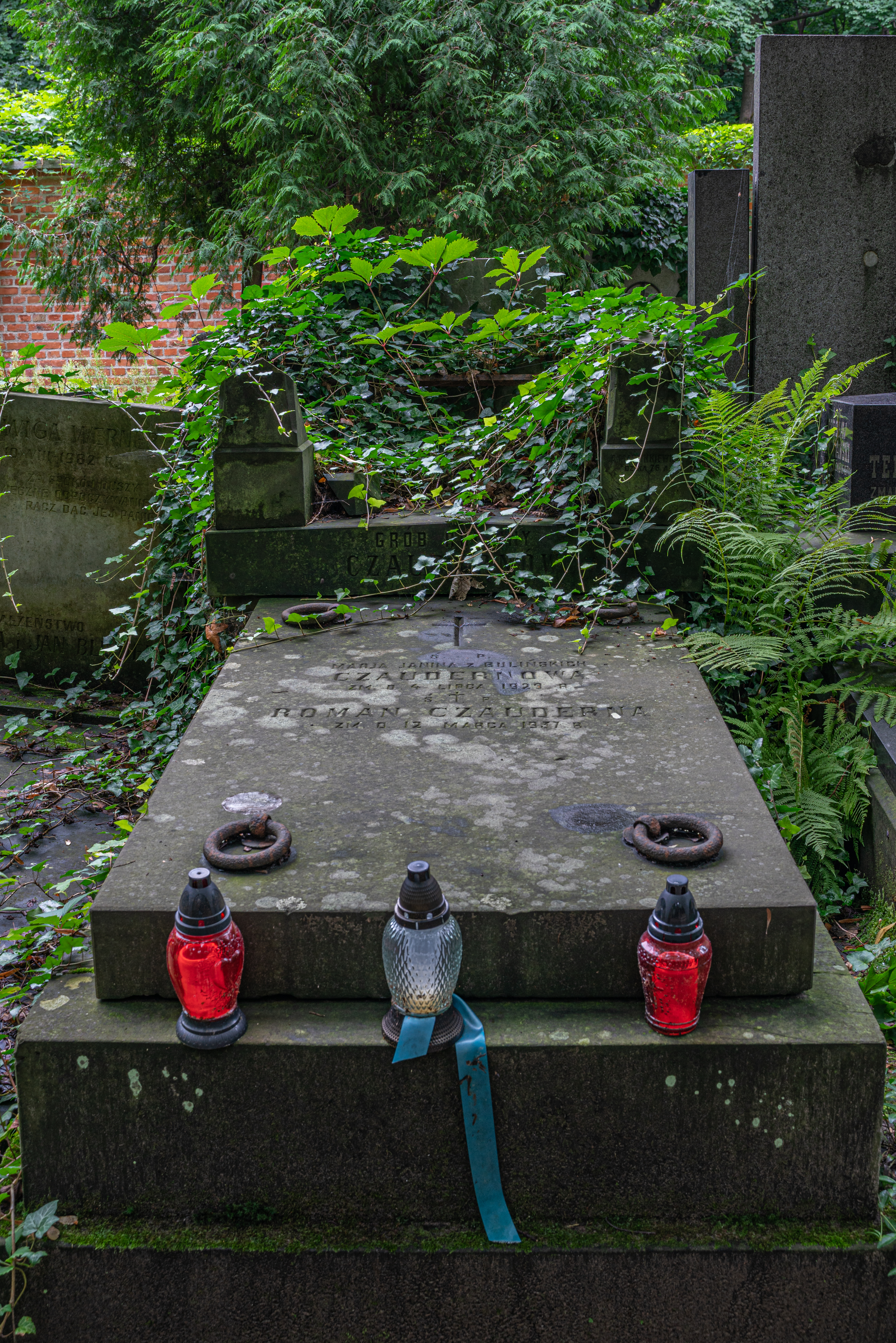
Grób Romana Czauderny na cmentarzu Powązkowskim

Roman Czauderna (ur. 1861, zm. 12 marca 1937) – polski prawnik, ekonomista, urzędnik.

## Życiorys
Studiował na Wydziale Prawa Uniwersytetu Jagiellońskiego (w tym czasie w 1884 otrzymał stypendium z fundacji Konarskiego). Podczas zaboru austriackiego w ramach autonomii galicyjskiej około roku 1888 rozpoczął służbę. W 1895 był koncypistą skarbowym oddziału podatkowego c. k. sądzie powiatowym dla spraw dochodów skarbowych w Nowym Sączu. Od 1898 do 1905 pracował jako komisarz skarbowy w c. k. dyrekcji skarbu w Tarnopolu. W tym mieście był członkiem Towarzystwa Szkoły Ludowej od 1903 do 1905 i zastępcą delegata na walny zjazd TSL w Krakowie w 1905. Od 1904 do 1905 był członkiem wydziału Polskiego Towarzystwa Gimnastycznego „Sokół” w Tarnopolu.
W latach I wojny światowej pracował jako radca skarbowy w Przemyślu.
28 października 1922 roku Naczelnik Państwa mianował go dyrektorem Głównego Urzędu Kasowego w Ministerstwie Skarbu w IV stopniu służbowym. Następnie był dyrektorem Departamentu Kasowego w Ministerstwie Skarbu. Po 43 latach pracy (w służbie austriackiej i II Rzeczypospolitej) na początku lipca 1931 przeszedł w stan spoczynku (odejście miało mieć związek z objęciem funkcji premiera przez Józefa Piłsudskiego w 1930).
Zmarł 12 marca 1937. Jego żoną była Maria Janina z Bulińskich (zm. 1929). Oboje zostali pochowani na cmentarzu Powązkowskim w Warszawie (kwatera 205-4-6).

## Publikacje
- Instrukcya o szkontrowaniu c. k. urzędów podatkowych i sądowo-depozytowych wraz z dotyczącemi rozporządzeniami i wzorami zebrał, tłómaczył i objaśnił ... c. k. koncepista skarbu.  (1896)[13]
- Ogólne zasady rachunkowości i kasowości państwowej (1924)
- Rachunkowość, kasowość i kontrola państwowa w Polsce do 1925 r. (1925)
- Przepisy dla kas skarbowych i Centralnej Kasy Państwowej (1926)[14]

## Ordery i odznaczenia
- Krzyż Komandorski Orderu Odrodzenia Polski (27 grudnia 1924)[15][16]
- Krzyż Oficerski Orderu Odrodzenia Polski (2 maja 1922)[17][18]
- Krzyż Kawalerski Orderu Franciszka Józefa (Austro-Węgry, 1916)[19][5][20]